# 대구 운흥사 목조아미타여래삼존좌상
대구 운흥사 목조아미타여래삼존좌상(大邱 雲興寺 木造阿彌陀如來三尊坐像)은 대한민국 대구광역시 달성군, 운흥사에 있는 조선시대의 불상이다. 2014년 1월 20일 대한민국의 보물 제1814호로 지정되었다.

## 개요
‘대구 운흥사 목조아미타여래삼존좌상(大邱雲興寺木造阿彌陀如來三尊坐像)’은 복장 후령통을 비롯하여 조성발원문 등 조성 당시의 원형을 갖추고 있어 불교조각사 연구에 귀중한 자료로 판단된다. 특히 조성발원문을 통해 1653년이라는 정확한 조성시기, 봉안사찰, 조성주체, 제작자 등을 알 수 있기 때문에 17세기 불상연구의 기준작이 된다. 특히 대좌 아랫면에 벌목(伐木)부터 불상 제작까지의 전과정을 기록해 두고 있어 당시 불상제작 과정을 이해할 수 있는 자료이다.
이 불상에서 보이는 귀염성이 느껴지는 얼굴, 당당하고 장대한 신체비례, 변화가 거의 없는 강직한 선묘, 무릎 앞에 넓은 주걱모양의 주름을 중심으로 좌우로 밀도 높게 새긴 세밀한 주름 등은 조각승 도우(道祐)의 양식적 특징으로 파악된다. 도우는 17세기의 중엽경의 대표적인 조각승으로, 무염(無染)의 조각전통을 계승하면서도 자신만의 개성을 잘 살려 작품을 제작하고 있다. 이 아미타여래삼존좌상은 지금까지 밝혀진 불상 가운데 도우가 수조각승으로 제작한 첫 작품으로, 17세기 조각승의 계보, 작품 활동 및 화풍 전승관계를 살필 수 있어 중요한 자료로 판단된다.

## 같이 보기
- 운흥사

## 참고 자료
- 대구 운흥사 목조아미타여래삼존좌상 - 국가유산청 국가유산포털